# داف ۵۵
داف ۵۵ (DAF ۵۵) 

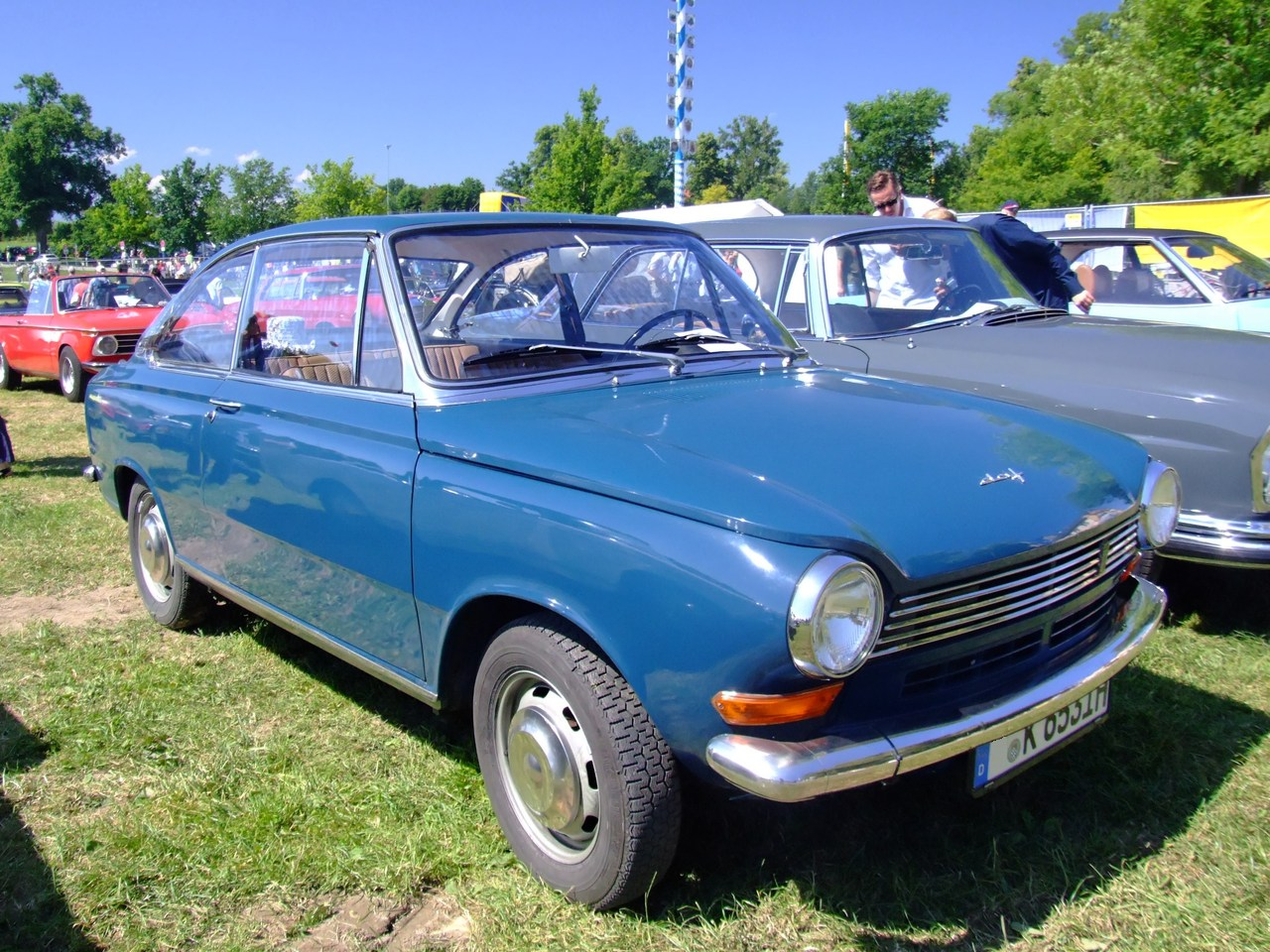
داف 55 کوپه

خودروی کامپکت محصول شرکت هلندی داف که تولید آن از دسامبر ۱۹۶۹ تا سپتامبر ۱۹۷۲ ادامه داشت و در این سال با خودروی داف ۶۶ جایگزین شد. داف ۵۵ در مدل‌های ۲ درِ سالنی، ۳ درِ استیشن و ۲ درِ کوپه به تعداد ۱۶۴،۲۳۱ خودرو ساخته شد.